# Корр, Джо
Джо Корр (англ. Joe Corre, имя при рождении — Joseph Ferdinand Corré); род. 30 ноября 1967, Клапхэм, Англия. Британский бизнесмен. Сын модельера Вивьен Вествуд и Малькольма Макларена, экс-менеджера группы Sex Pistols

## Биография
Фамилию он взял от бабушки по материнской линии отца, которая была сефардской еврейкой
Ребёнком он носит мамину дизайнерскую одежду, ещё задолго до того как она становится популярной, зависает с Sex Pistols и считает их своей любимой группой, несмотря на плохие отношения с Джонни Роттеном
С экс-супругой и бывшим деловым партнёром Сиреной Риз (Serena Rees) он познакомился в ночном клубе в 1992. Пара развелась в 2007 году, имея одну общую дочь.
В 2007 Корру за заслуги в области индустрии моды был присвоен титул MBE (член ордена Британской империи), от которого он отказался, обосновав это политическими причинами.
«Принять MBE как почесть означало бы, что мне придётся признать в премьер-министре человека, способного оказать честь, то есть достойного человека, но в душе я не могу этого сделать», — говорит дизайнер. В качестве основных причин он называет политику Блэра в отношении Афганистана и Ирака. Тем не менее, по словам Корра, этот жест ни в коем случае не отражает его отношение к королеве.

## Agent Provocateur
Сирена терпеть не могла однообразное нижнее бельё того времени, и в 1994 пара открыла первый бутик в Лондоне в квартале Сохо в здании бывшей мясной лавки, в котором изначально продавали бельё других дизайнеров. Но после Корр решил сделать свой собственный бренд одежды. С тех пор фирма приобрела 30 магазинов в 14 разных странах. До этого эротическое белье можно было приобрести лишь в секс-шопах. Создатели марки решают реабилитировать его и превратить в невульгарное, но очень красивое и эротичное. Именно они создают стиль sexy chic. Он является преемником необузданного porno chic, но при этом отличается изысканностью.
Марка получает официальное признание у своих коллег во время презентации коллекции на выставке Cutting edge в Музее Виктории и Альберта в 1997 году.
Через три года Джо и Серена вновь подтверждают свой высокий статус в мире моды на выставке «The Inside out» Музея Дизайна.
В 1999 году, взяв на вооружение новые технологии, марка запускает свой эротичный интернет-сайт. За месяц его посетило более 43 миллионов пользователей, что только подтверждает планетарный успех английской марки.
В 2007 году Серена Риз расстается с мужем и начинает встречаться с Полом Симононом (легендарным музыкантом группы Clash). Для Джо Корра — это конец целой эпохи, и он решает продать марку за 60 миллионов долларов инвесторской компании 3i PLC в ноябре того же года.
Открытие многочисленных бутиков способствовало коммерческому росту бренда. Основатель Agent Provocateur Джо Корр по-прежнему руководит деятельностью марки, но уже в качестве креативного директора.